# Wario Blast: Featuring Bomberman!
Wario Blast: Featuring Bomberman!, eller Wario Blast, är ett Game Boy-spel utvecklat av Hudson Soft och utgivet av Nintendo 1994. Det är ett crossoverspel mellan Nintendos Wario och Hudsons Bomberman.

### Fotnoter
1. ↑  ”Wario Blast: Featuring Bomberman!” (på svenska). Super Power (Solna) (6-7 1995). juni-juli 1995. Läst 25 april 2014.